# ییکلنر ۱۹۷۵
سیارک ۱۹۷۵ (به انگلیسی: 1975 Pikelner، نامگذاری:1969PH) هزار و نهصد و هفتاد و پنجمین سیارک کشف شده‌است که در ۱۱ اوت ۱۹۶۹ کشف شد.
قدر مطلق سیارک برابر ۱۱٫۹۰ است.